# 高石駅

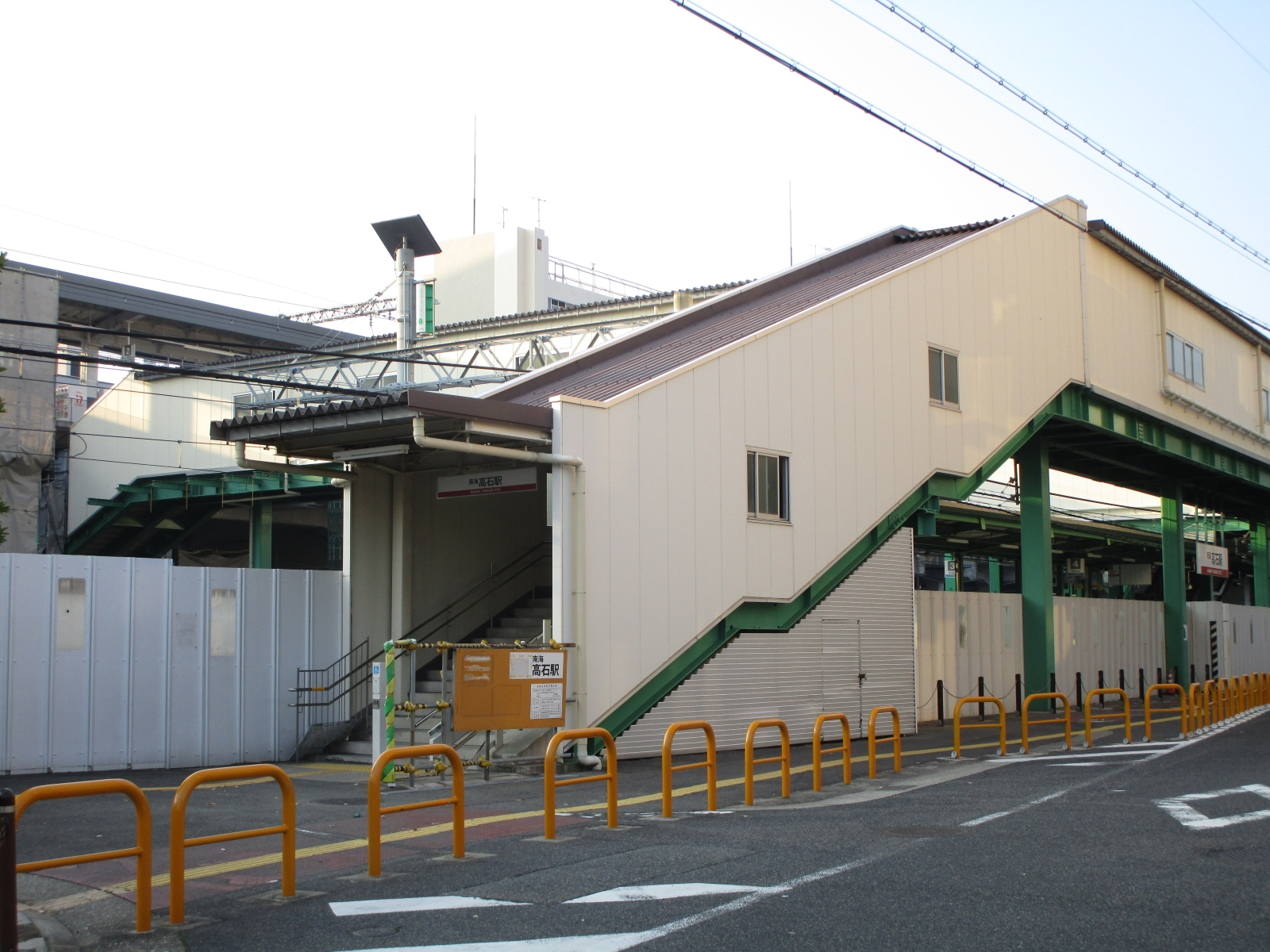
高架工事中の西口（2017年11月）

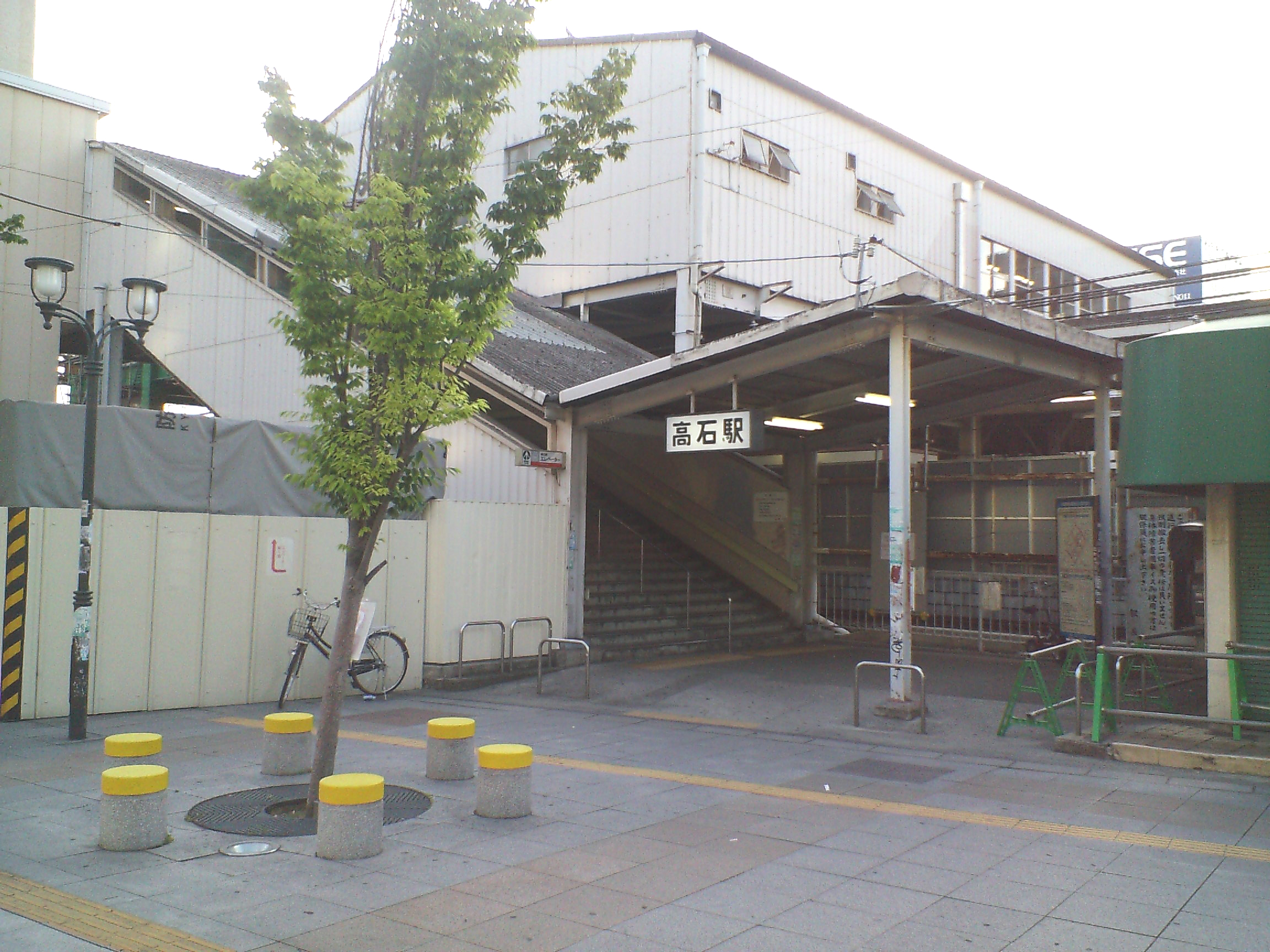
高架化前の東口（2007年5月）

高石駅（たかいしえき）は、大阪府高石市千代田一丁目に所在する南海電気鉄道南海本線の駅。駅番号はNK17。
設立当初は難波方面からの下り準急の設定終端駅となっていたが、2005年11月25日を最後に下り準急の運転は中止されている。

## 歴史
- 1901年（明治34年）4月13日：南海鉄道の浜寺駅（現・浜寺公園駅） - 大津駅（現・泉大津駅）間に、葛葉（くずのは）簡易停車場として新設[1][注 1]。
- 1906年（明治39年）6月1日：常設停車場の事務取扱を実施[2]。
- 1941年（昭和16年）8月1日：高石町駅（たかいしちょうえき）と改称[3]。

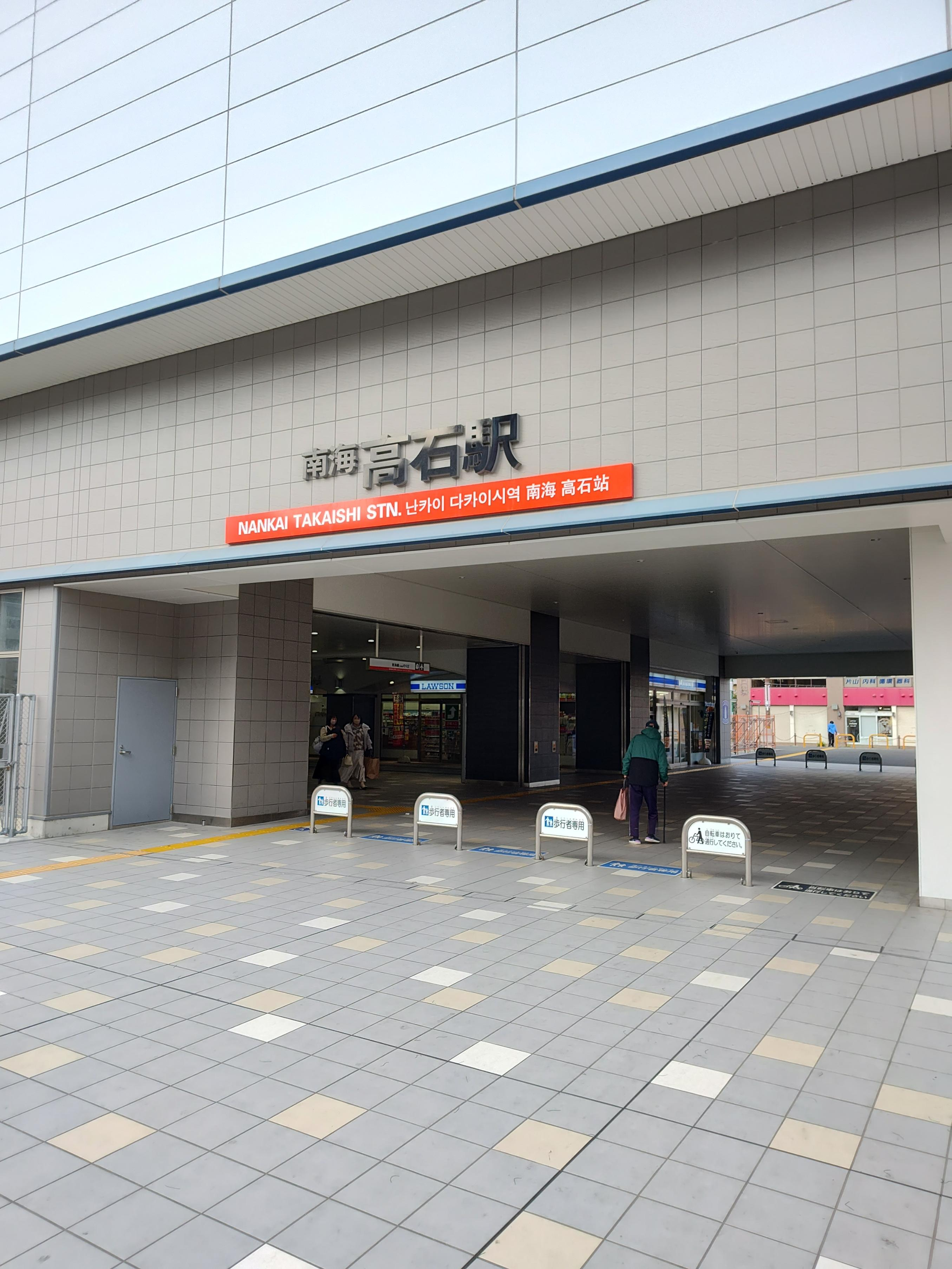
2024年12月頃

- 2024年12月頃1944年（昭和19年）6月1日：会社合併により近畿日本鉄道の駅となる。
- 1947年（昭和22年）6月1日：路線譲渡により南海電気鉄道の駅となる。
- 1966年（昭和41年）12月1日：泉北郡高石町の市制施行に伴い、高石駅と改称[4]。
- 1969年（昭和44年）4月1日：橋上駅化[5]。
- 2012年（平成24年）4月1日 ：駅ナンバリングが導入され、使用を開始[6][7]。
- 2016年（平成28年）5月14日：下り線が高架化[8][9]。
- 2021年（令和3年）5月22日：上り線高架化[10][11]。2015年に行われた大阪府の第3回建設事業評価審議会の資料によれば、上り線の高架切り替えは2019年春の予定となっていた[12]。これに伴い起点（難波駅）からの営業キロが17.4 kmから17.3 kmに変更される[13]
- 2024年（令和6年）12月　駅内にコンビニ（ローソン）開店。

## 駅構造
島式ホーム2面4線を有する高架駅である。
高架化工事の進行に伴い、2009年11月28日初発から上り線、2011年5月21日始発から下り線がそれぞれ羽衣駅と共に仮線へ移行された。これにまた、旧上り線撤去工事の進捗に伴い2010年1月には難波方の渡り線は撤去されている。なお、下り線は仮線移行に伴い本線が1番線・待避線が2番線に入れ替わっていたが、高架化後は再び本線が2番線・待避線が1番線に戻っている。
2013年3月12日に東口は仮設駅舎へ移行した。東口はエレベーターが廃止されたためバリアフリー非対応となっている（なお、車椅子昇降装置が設置されている）。トイレは設置されている。

### のりば
| のりば | 路線   | 方向 | 行先                    |
| ------ | ------ | ---- | ----------------------- |
| 1・2   | 南海線 | 下り | 和歌山市・ 関西空港方面 |
| 3・4   | 南海線 | 上り | なんば方面              |

1番線、4番線は優等列車の待避に使用される。2014年10月18日改正以降日中は当駅で普通が特急を待避するため、改正前はラッシュ時のみに使用されていた待避線もほぼ終日にわたって使用されるようになった。
当駅始発で初電の難波行列車は1番線から発車する。
当駅始発難波行列車は2005年以前は朝のラッシュ時に数本存在した。しかし、2005年のダイヤ改正以降高架化工事の開始のため、当駅始発難波行列車は初電のみとなり、高石始発列車の多くが春木始発に置き換えられた。さらに、2009年10月4日のダイヤ変更から2021年5月22日のダイヤ改正まで、高架化工事の進行に伴う配線の変更のため、当駅始発難波行列車の発車は難波方の渡り線を利用した1番線から4番線に変更されていた。また、2009年10月3日までこの渡り線は、難波方面から来る回送の高師浜線用車両を高石駅2番線で折り返し、渡り線を使い羽衣駅2番線（難波行きのりば、高師浜線の始発電車のみ2番線から発車）に始発電車として停車させるためにも使用されていた（2014年10月現在は泉大津駅の渡り線を使用）。

## 利用状況
2019年（令和元年）次の1日平均乗降人員は10,184人（乗車人員：5,179人、降車人員：5,005人）である。
各年次の1日平均乗降人員は下表の通り。
| 年次   | 1日平均 乗降人員 | 順位 | 出典   |
| ------ | ---------------- | ---- | ------ |
| 2000年 | 11,554           | -    | [ 18 ] |
| 2001年 | 11,601           | -    | [ 19 ] |
| 2002年 | 11,147           | -    | [ 20 ] |
| 2003年 | 11,035           | -    | [ 21 ] |
| 2004年 | 10,696           | -    | [ 22 ] |
| 2005年 | 10,678           | 27位 | [ 23 ] |
| 2006年 | 10,525           | -    | [ 24 ] |
| 2007年 | 10,499           | -    | [ 25 ] |
| 2008年 | 10,243           | -    | [ 26 ] |
| 2009年 | 9,877            | -    | [ 27 ] |
| 2010年 | 9,762            | -    | [ 28 ] |
| 2011年 | 9,691            | -    | [ 29 ] |
| 2012年 | 9,596            | -    | [ 30 ] |
| 2013年 | 9,620            | 29位 | [ 31 ] |
| 2014年 | 9,463            | 27位 | [ 32 ] |
| 2015年 | 9,661            | 28位 | [ 33 ] |
| 2016年 | 9,900            | 29位 | [ 34 ] |
| 2017年 | 9,958            | 29位 | [ 35 ] |
| 2018年 | 10,131           | 29位 | [ 36 ] |
| 2019年 | 10,184           | 29位 | [ 37 ] |

## 駅周辺

### 公共・商業施設
駅東側に「アプラたかいし」がある。また、南東と北西にそれぞれ商店街がある。駅前広場あり。

#### アプラたかいし

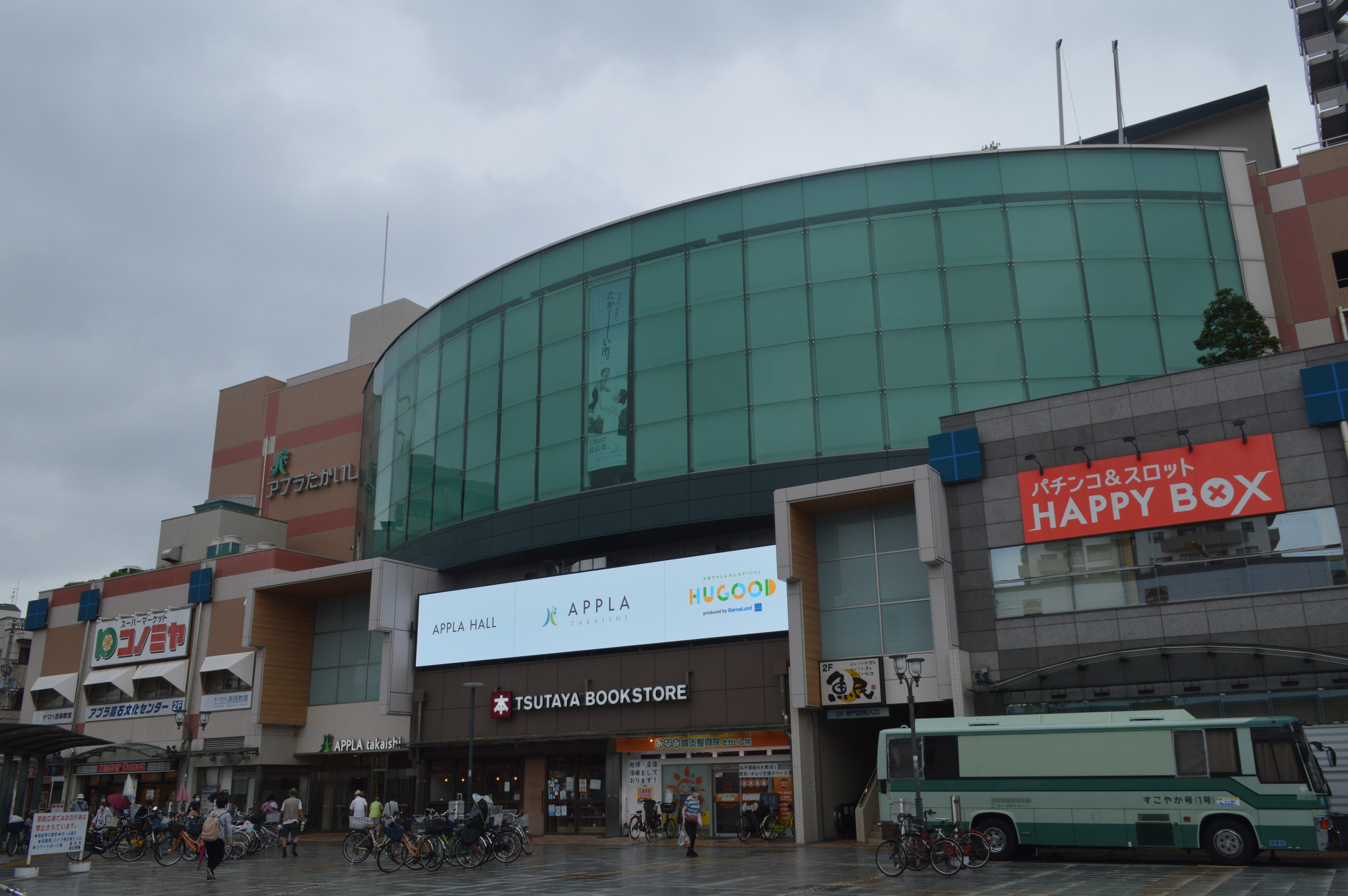
アプラたかいし

駅東側に存在する複合商業施設。主要テナントは以下の通り。 
- たかいし市民文化会館（アプラホール）
- TSUTAYA BOOKSTORE アプラたかいし
- 高石市立図書館
- スーパーコノミヤ高石店
- セリアアプラたかいし店
- はごろもがあでん
- cook deli GOZEN
- 旬彩べじまる
- hanna natrient

#### その他の公共・商業施設

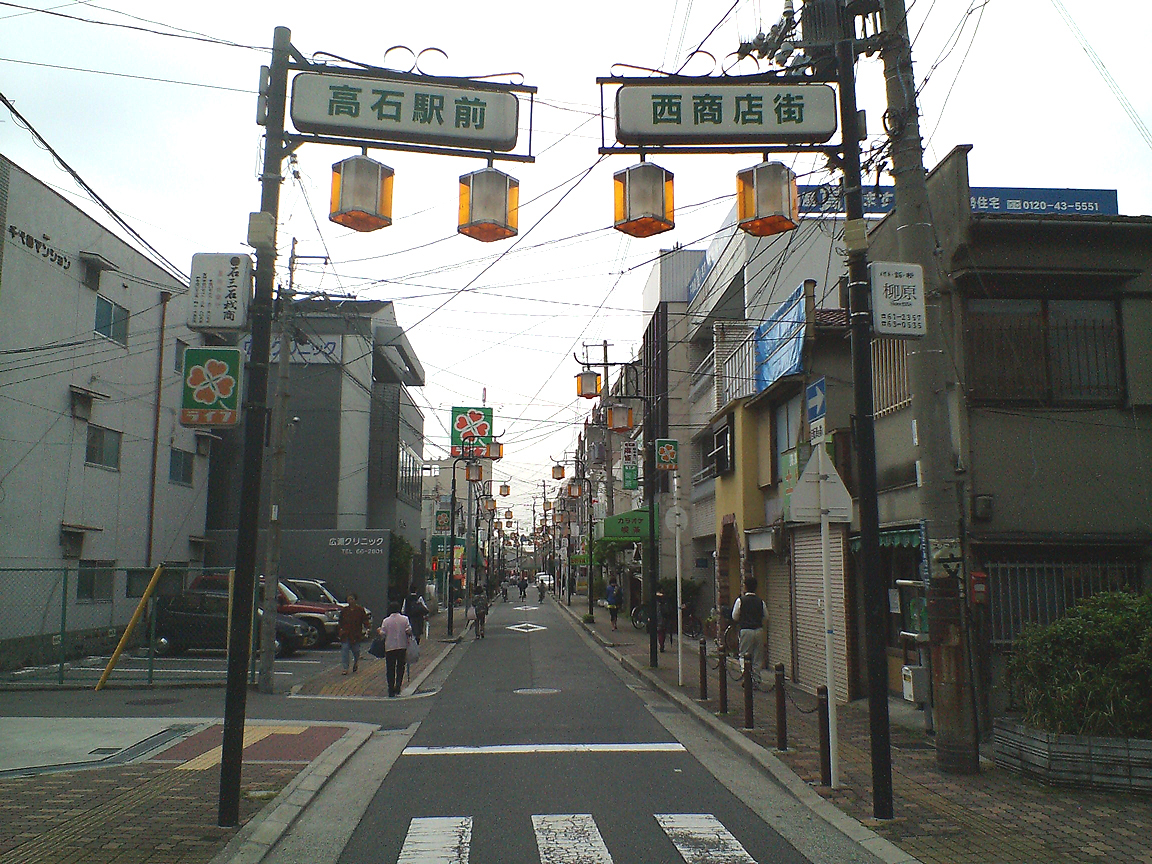
高石駅前西商店街

- ライフ高石店
- 関西スーパー高石駅前店
  - ザ・ダイソー関西スーパー高石駅前店
- サンディ高石駅前店

### 学校
- 清風南海中学校・高等学校
- 高石市立高南中学校
- 高石市立高石小学校
- 高石市立加茂小学校

### その他
- 高石郵便局
- 朝日放送ラジオ (ABC) 高石送信所
  - 以前は隣接してABCハウジング高石住宅公園 （高石プラザ）があり、1970年代から放映されたテレビCMの挿入歌に当駅の名前が織り込まれていたため、沿線住民以外の関西在住者に当駅の知名度を高める役割を果たした。現在は建物が撤去され、創価学会高石文化会館がある。

### バス路線
岸和田観光バス
駅西側の高石郵便局近くに「高石バスターミナル」停留所がある。
- 高石堺臨海ライン：堺市化学工業団地前方面（循環）、羽衣バスターミナル行

## 隣の駅
南海電気鉄道
 南海本線
■特急サザン・■急行・■空港急行・■区間急行
通過
■準急（難波行きのみ運転）・■普通
羽衣駅 (NK16) - 高石駅 (NK17) - 北助松駅 (NK18)
- 括弧内は駅番号を示す。